# Обработка металлов давлением

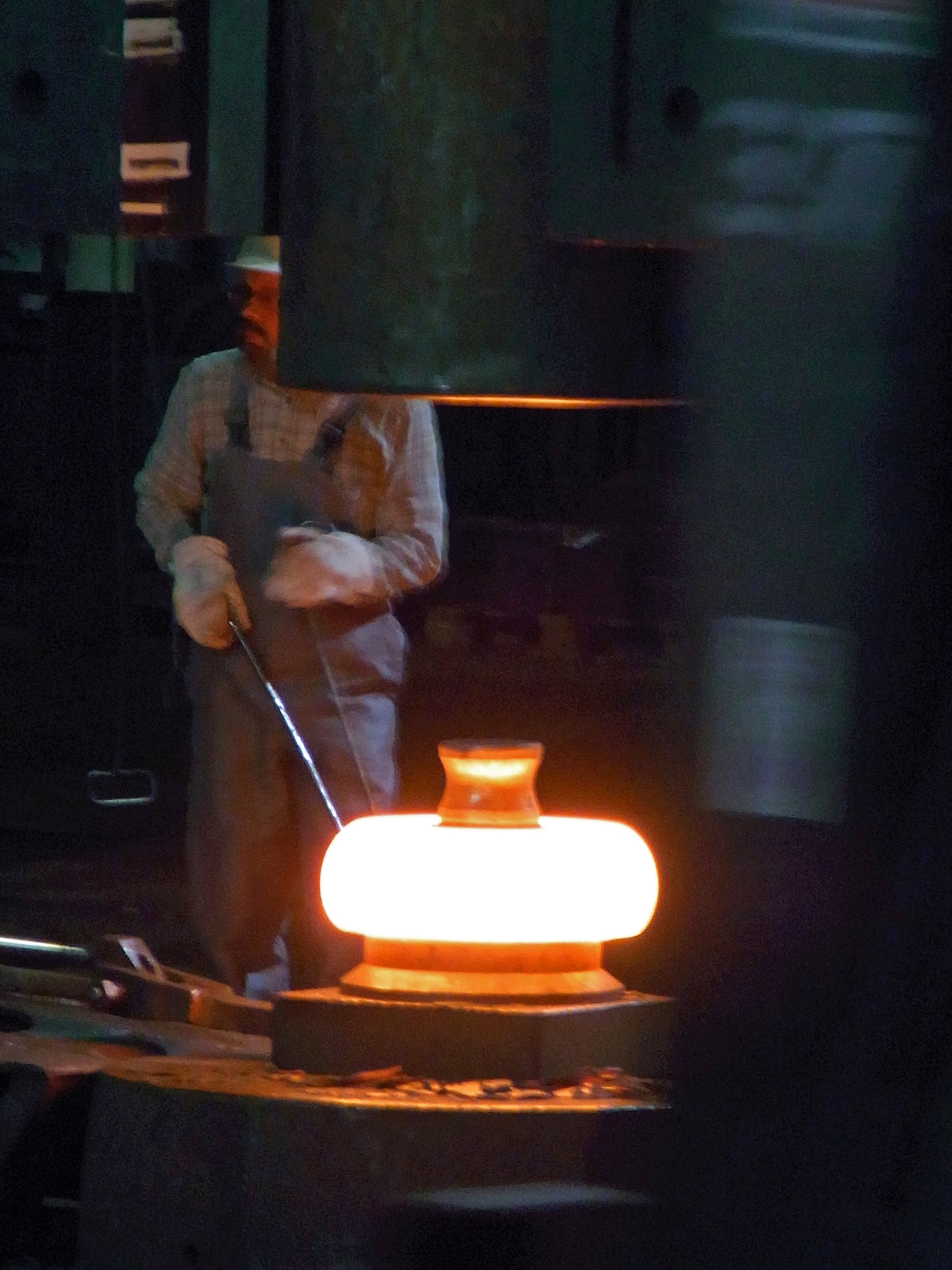
Ковка — один из видов обработки металлов давлением

Схема прокатки

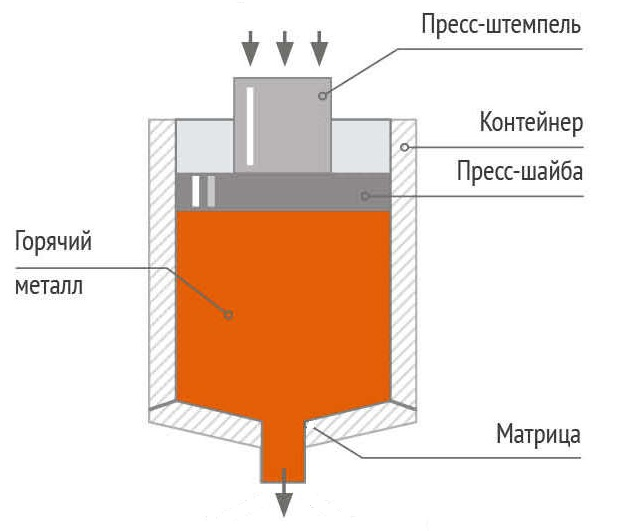
Схема прессования

Схема волочения

Обрабо́тка мета́ллов давле́нием (ОМД) — технологический процесс получения заготовок или деталей в результате деформации металла при помощи силового воздействия инструмента. При этом за счёт относительного смещения отдельных частей обрабатываемого металла изменяется только форма заготовки без нарушения сплошности и общего объёма. Также ОМД может применяться в качестве отделочной операции для обработки поверхности металла.

## Классификация
В зависимости от особенностей целевого продукта процессы обработки металлов давлением подразделяют на два вида:
- Процессы для получения заготовок постоянного поперечного сечения по длине (прутков, проволоки, лент, листов), применяемых в строительных конструкциях или в качестве заготовок для последующей обработки. Основными разновидностями таких процессов являются прокатка, прессование и волочение.
- Процессы для получения деталей или заготовок, имеющих формы и размеры, приближённые к формам и размерам готовых деталей, и требующих обработки резанием лишь для придания им окончательных размеров и получения поверхности заданного качества. Основными разновидностями таких процессов являются ковка и штамповка.

В зависимости от температуры обработки металла различают холодную и горячую ОМД. При холодной ОМД, как правило, в результате пластической деформации достигается значительное упрочнение металла.

### Основные способы ОМД
- Прокатка — процесс пластического деформирования тел между вращающимися приводными валками.
- Прессование заключается в продавливании заготовки, находящейся в замкнутой форме, через отверстие матрицы. Форма и размеры поперечного сечения выдавленной части заготовки при этом соответствуют форме и размерам отверстия матрицы.
- Волочение заключается в протягивании заготовки через сужающуюся полость матрицы или через межвалковое пространство образованное двумя или более валками. Площадь поперечного сечения заготовки при этом уменьшается и получает форму поперечного сечения отверстия матрицы.
- Ковкой изменяют форму и размеры заготовки путём последовательного воздействия универсальным инструментом на отдельные участки нагретой заготовки.
- Штамповкой изменяют форму и размеры заготовки с помощью специализированного инструмента — штампа (для каждой детали изготовляют свой штамп), который состоит из матрицы, пуансона и дополнительных частей. Различают объёмную и листовую штамповку. При объёмной штамповке в качестве заготовки используют сортовой металл, разрезаемый на заготовки. На заготовку в процессе объёмной штамповки воздействуют специализированным инструментом — пуансоном, при этом металл заполняет полость матрицы, приобретая её форму и размеры. Листовой штамповкой получают плоские и пространственные полые детали из заготовок, у которых толщина значительно меньше размеров в плане (лист, лента, полоса). Обычно заготовка деформируется с помощью пуансона и матрицы.

Существуют также процессы, которые являются комбинациями из нескольких методов. Например, метод прокатка-волочение, прокатка-прессование и т. п.

## Физика процесса
Обработка металлов давлением основана на их способности в определённых условиях пластически деформироваться в результате воздействия на заготовку внешних сил. В отличие от упругой деформации, после которой деформируемое тело полностью восстанавливает исходную форму и размеры после снятия внешних сил, при пластических деформациях изменение формы и размеров сохраняется после прекращения действия внешних сил. При упругой деформации атомы металла смещаются друг относительно друга на величину, меньшую межатомных расстояний. Это приводит к возврату атомов в исходное положение после прекращения действия внешних сил. При пластических деформациях атомы смещаются на расстояния больше межатомных, занимая новые равновесные положения после снятия внешних сил.